# سیارک ۱۰۸۷۰
سیارک ۱۰۸۷۰ (به انگلیسی: 10870 Gwendolen، نامگذاری:1996SY4) ده هزار و هشتصد و هفتاد و یکمین سیارک کشف شده‌است که در ۲۵ سپتامبر ۱۹۹۶ کشف شد.
قدر مطلق سیارک برابر ۱۵٫۲۰ است.